# 포인핸드 노트
포인핸드 노트(Four-in-hand knot)는 넥타이 매듭 중 하나다. 쉽고 간단한 매듭 만드는 방법인데, 그림 순서대로 메면 된다.